# قابلية التوسع
قابلية التوسع (بالإنجليزية: Scalability)‏ هي قدرة نظام، أو شبكة، أو عملية، على التعامل بكفاءة مع الكم المتزايد من العمل، أو القدرة على التلاؤم مع هذا النمو. على سبيل المثال، يمكن أن يشير هذا المصطلح إلى قدرة نظام ما على زيادة مخرجاته الإجمالية تحت حمل زائد عند إضافة المزيد من الموارد. في السياق التجاري، تشير قابلية التوسع لشركة ما إلى أن نموذج العمل فيها يسمح بحدوث نمو اقتصادي ضمن الشركة.
قابلية التوسع، كصفة لنظام ما، هي أمر يَصعُب تعريفه. و في أية حالة كانت، فإنه من الضروري أن تُحدد متطلبات قابلية التوسع في الجوانب التي تعتبر مهمة. و هذا أمر بالغ الأهمية في الأنظمة الإلكترونية وقواعد البيانات والشبكات والمسيّرات (routers). يوصف نظام ما بأنه نظام قابل للتوسع إذا أبدى تحسناً في الأداء بعد إضافة العتادة له، وبشكل يتناسب مع حجم الموارد التي أُضيفت.
يمكن القول عن خوارزمية أو تصميم أو بروتوكول شبكات أو برنامج أو أي نظام بأنه يتوسع أو قابل للتوسع إذا كان فعّالا وعمليا عند تطبيقه على حالات ضخمة (مثلا: مجموعة كبيرة من البيانات المدخلة أو عدد كبير من المخرجات والمستخدمين أو عدد كبير من النقاط المشاركة -participating nodes- في حالة الأنظمة الموزعة). أمّا إذا فشل التصميم أو النظام في العمل بعد زيادة العدد فإن هذا النظام لا يتوسع أو غير قابل للتوسع. عملياً، إذا كان هنالك عدد كبير من الأشياء التي تؤثر على التوسع ن، فإن ن يجب ألا يزيد على ن2. أحد الأمثلة هو محرك البحث، حيث أنه يجب ان يتوسع ليس فقط حسب ازدياد عدد المستخدمين بل أيضا حسب ازدياد المواضيع التي يفهرسها.
إن مفهوم قابلية التوسع هو أمر مرغوب به في الأعمال بقدر ما هو مرغوب به مجال التكنولوجيا. المفهوم الأساسي له معنىً متشابه - ألا وهو قدرة التكنولوجيا أو العمل التجاري على تقبّل الزيادة في العدد دون التأثير سلبا على مدى التغطية (= الدخل - التكلفة المتغيرة). على سبيل المثال، إذا كانت إحدى المعدات قادرة على استيعاب 1000 مستخدم كحد أقصى، فإذا زاد عدد المستخدمين عن ذلك فإننا سنحتاج المزيد من المعدات وإلا فإن الأداء سوف يتراجع (أي أن الكلفة المتغيرة ستزيد وبالتالي سيقِلّ مدى التغطية).